# Porcuna (kommunhuvudort)
Porcuna är en kommunhuvudort i Spanien.   Den ligger i provinsen Provincia de Jaén och regionen Andalusien, i den södra delen av landet, 290 km söder om huvudstaden Madrid. Porcuna ligger 472 meter över havet och antalet invånare är 6 951.
Terrängen runt Porcuna är huvudsakligen platt, men den allra närmaste omgivningen är kuperad. Porcuna ligger uppe på en höjd. Runt Porcuna är det ganska glesbefolkat, med 40 invånare per kvadratkilometer. Närmaste större samhälle är Bujalance, 17,4 km väster om Porcuna. Trakten runt Porcuna består till största delen av jordbruksmark.